# Alina Levshin

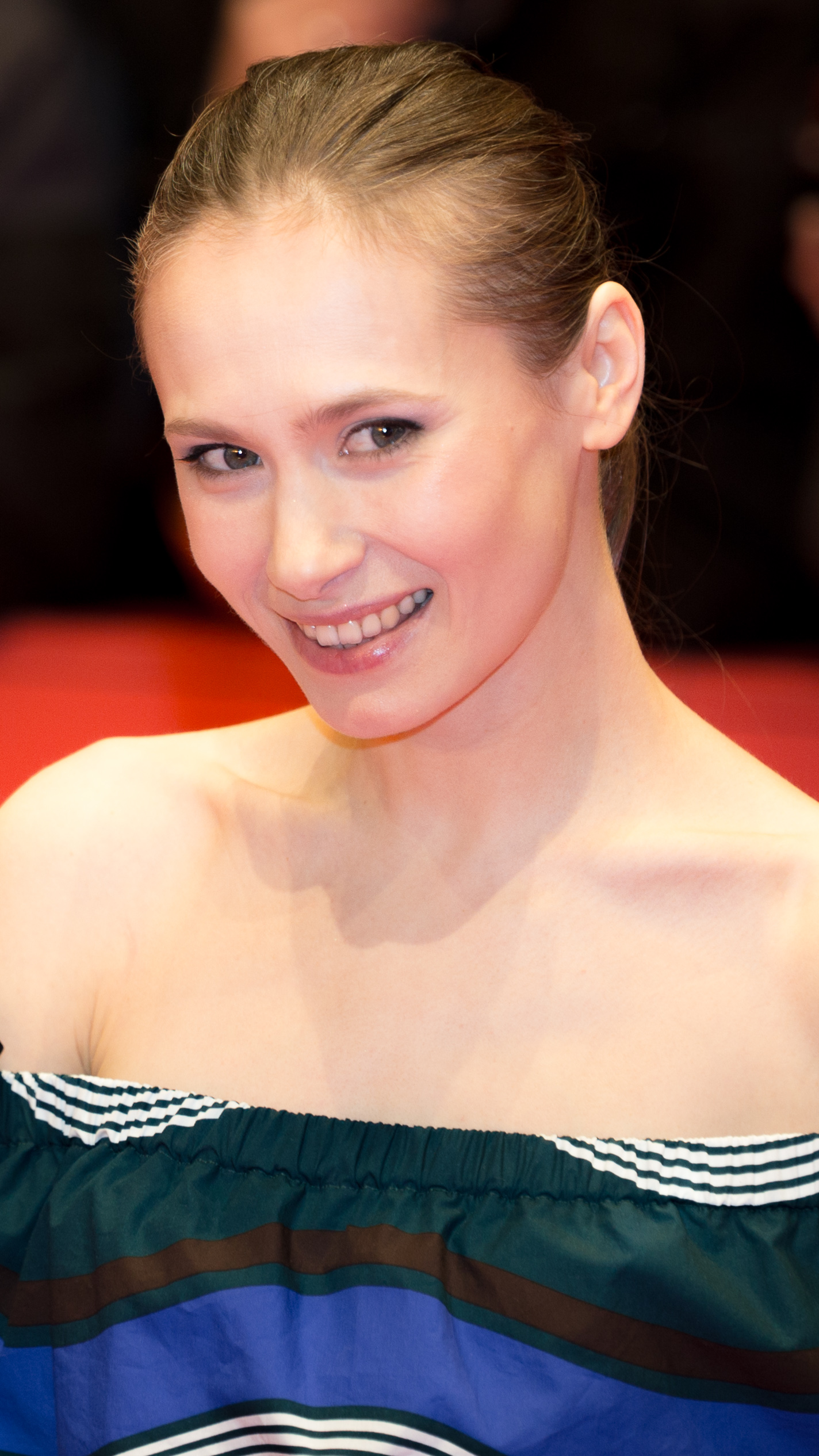
Alina Levshin 2017 auf der Berlinale

Alina Levshin (* 10. September 1984 in Odessa, UdSSR) ist eine deutsche Schauspielerin.

## Leben
Alina Levshin, die Deutsch und Russisch als Muttersprachen spricht, kam als Sechsjährige mit ihren Eltern aus der damals noch zur Sowjetunion gehörenden Ukraine nach Berlin. Zwischen 1991 und 2000 spielte und tanzte sie im Kinderensemble des Friedrichstadt-Palastes. Nach dem Abitur studierte sie von 2006 bis 2010 Schauspiel an der staatlichen Hochschule für Film und Fernsehen „Konrad Wolf“ in Potsdam-Babelsberg. Sie wirkte an zahlreichen Theaterinszenierungen und Filmen ihrer Hochschule sowie an Aufführungen des Hans-Otto-Theaters Potsdam mit. Beim Schauspielschultreffen 2009 in Zürich wurde die Potsdamer Hochschulinszenierung Lügengespinst mit einem Ensemblepreis ausgezeichnet.
2009 war Alina Levshin in der Folge Das Mädchen aus Sumy der ZDF-Fernsehreihe Rosa Roth zu sehen und erhielt dafür eine Nominierung für den New Faces Award der Zeitschrift Bunte. Weitere Bekanntheit erzielte sie durch ihre Hauptrolle als ukrainische Zwangsprostituierte Jelena in Dominik Grafs 2010 gesendeter Fernsehserie Im Angesicht des Verbrechens, die sie ebenfalls noch während des Studiums spielte. Dafür wurde sie mit dem Deutschen Fernsehpreis 2010 ausgezeichnet. Vielfach preisgekrönt wurde auch Levshins Darstellung des Neonazi-Mädchens Marisa in David Wnendts Spielfilm Kriegerin (2011). Nach der Verleihung des Förderpreises Deutscher Film 2011, wo sie von der Jury für ihre „atemberaubend[e]“ Wandelbarkeit „im Gesicht, in der Sprache und in der Körperlichkeit“ gelobt wurde, folgten 2012 der Nachwuchspreis des Deutschen Schauspielerpreises, der Bambi in der Kategorie Schauspielerin National und der Deutsche Filmpreis als beste Hauptdarstellerin. Sie hoffe, dass mit Kriegerin die Aufklärungsarbeit über die Ursachen des Rechtsextremismus unterstützt werden könne, sagte Levshin nach ihrer Auszeichnung.
2013 spielte Levshin die Titelrolle als kühle Headhunterin im Grimme-Preis-nominierten Fernseh-Psychothriller Alaska Johansson. Von 2013 bis 2014 war sie als Polizeipraktikantin Grewel – und später als Kommissarin – Teil des Erfurter Tatort-Ermittlertrios Funck, Schaffert und Grewel. Es war das bis dahin jüngste Ermittlerteam der Tatort-Reihe. Nach der Ausstrahlung des zweiten Falls Ende 2014, der viele schlechte Kritiken erhielt, entschied sie sich ebenso wie ihr Schauspielkollege Friedrich Mücke (Funck), aus der Krimireihe auszusteigen.
2019 war sie als Dr. Julia Löwe in einer Hauptrolle der ZDF-Krimiserie Die Spezialisten – Im Namen der Opfer zu sehen.
Levshin lebt mit ihrem Mann und ihrer im Dezember 2011 geborenen Tochter in Berlin.
Im Jahr 2024 gab Levshin bekannt, im Beruf sexuell misshandelt worden zu sein. Sie habe „dieses traumatische Erlebnis über einen längeren Zeitraum verdrängt.“ Sie wolle den Täter aber nicht nennen, weil sie glaube, dass es nicht viel nützen würde. „Dieser Mensch würde trotzdem weiter seine Jobs bekommen, denn er ist sehr, sehr sympathisch“. Sie befürchte außerdem, dass andere ihre Angaben anzweifeln würden. Mit dem geplanten Kurzfilm „You Never Know“ will Levshin Opfern von sexueller Gewalt helfen, sich Hilfe zu suchen.

## Filmografie
- 2009: Sechzehn (Kurzfilm)

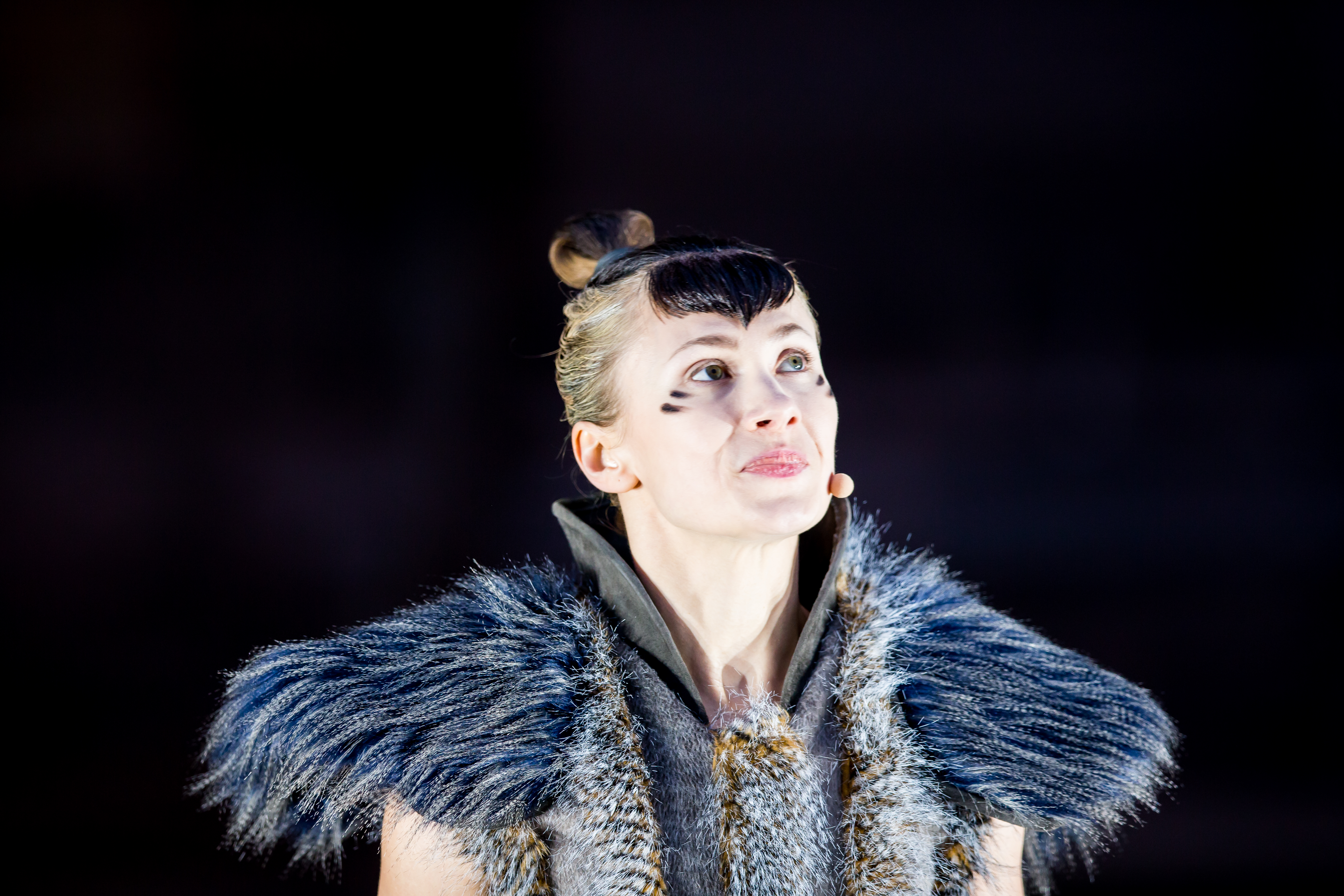
Alina Levshin als Ortlieb bei den Nibelungenfestspielen Worms 2015

- 2009: Rosa Roth (Fernsehreihe; Folge: Das Mädchen aus Sumy)
- 2010: Im Angesicht des Verbrechens (Fernsehserie; neun Folgen)
- 2010: Topper gibt nicht auf (Kurzfilm)
- 2010: Krankheit der Jugend
- 2010: Ein Fall für zwei (Fernsehserie; Folge: Leichen im Keller)
- 2011: Kriegerin
- 2011: Davon willst Du nichts wissen (Fernsehfilm)
- 2011: Schreie der Vergessenen (Fernsehfilm)
- 2011: SOKO Leipzig (Fernsehserie; Folge: Mission to Mars)
- 2012–2013: Stolberg (Fernsehserie; vier Folgen)
- 2013: Schlussmacher
- 2013: Unsere Mütter, unsere Väter (Fernseh-Dreiteiler)
- 2013: Alaska Johansson (Fernsehfilm)
- 2013: Tatort (Fernsehreihe; Folge: Kalter Engel)
- 2014: Der Mann ohne Schatten (Fernsehfilm)
- 2014: Nachtschicht (Fernsehreihe; Folge: Wir sind alle keine Engel)
- 2014: Lügen und andere Wahrheiten
- 2014: Tatort (Folge: Der Maulwurf)
- 2015: Schuld nach Ferdinand von Schirach (Fernsehserie; Folge: DNA)
- 2015: Die Ungehorsame (Fernsehfilm)
- 2015: Letzte Spur Berlin (Fernsehserie; Folge: Verwandelt)
- 2015: Meister des Todes (Fernsehfilm)
- 2015: Das Dorf der Mörder (Fernsehfilm)
- 2015: Das Kloster bleibt im Dorf (Fernsehfilm)
- 2015: Crossing Lines (Fernsehserie; Folge: Der Anschlag)
- 2016: Die Dasslers – Pioniere, Brüder und Rivalen (Fernseh-Zweiteiler)
- 2018: SOKO Köln (Fernsehserie; Folge: Ohne Reue)
- 2018: Unterwerfung (Fernsehfilm)
- 2018: Stralsund (Fernsehreihe; Folge: Waffenbrüder)
- 2018: Der Prag-Krimi (Fernsehreihe; Folge: Wasserleiche)
- 2018: Großstadtrevier (Fernsehserie; Folge: Der kurze Traum vom langen Glück)
- 2019: SOKO Leipzig (Fernsehserie; Folge: Bewährungsprobe)
- 2019: Die Spezialisten – Im Namen der Opfer (Fernsehserie; elf Folgen)
- 2020: Dunkelstadt (sechsteilige Fernsehserie)
- 2020: Die Kanzlei (Fernsehserie; Folge: Harte Worte)
- 2020: Ein Sommer an der Moldau (Fernsehfilm)
- 2021: Der Palast
- 2022: Süßer Rausch (2-teiliger Fernsehfilm)
- 2022: Theresa Wolff – Waidwund
- 2023: Wolfswinkel (Fernsehfilm)
- 2023: Blutholz (Fernsehfilm)
- 2023: Paradise
- 2023: Das Quartett: Tödliche Lieferung
- 2024: Am Abgrund (2024)
- 2024: Dünentod – Tod auf dem Meer
- 2024: Dünentod – Falsches Spiel

Musikvideo
- 2013: Bosse – Schönste Zeit[9]

## Auszeichnungen
- 2009: Nominierung für den New Faces Award für ihre Rolle der Irina in Rosa Roth: Das Mädchen aus Sumy
- 2010: Deutscher Fernsehpreis in der Kategorie Besondere Leistung Fiktion an das Schauspielerensemble von Im Angesicht des Verbrechens: Marie Bäumer, Vladimir Burlakov, Alina Levshin, Marko Mandić, Mišel Matičević, Katharina Nesytowa, Max Riemelt, Ronald Zehrfeld
- 2011: Nominierung für den Günter-Strack-Fernsehpreis für ihre Rolle der Jelena in Im Angesicht des Verbrechens
- 2011: Förderpreis Deutscher Film in der Kategorie Schauspiel weiblich für Kriegerin
- 2011: Beste Darstellerin beim 35. São Paulo International Filmfestival für Kriegerin[10]
- 2012: Deutscher Schauspielerpreis, Nachwuchspreis
- 2012: Deutscher Filmpreis in der Kategorie Beste darstellerische Leistung – weibliche Hauptrolle für Kriegerin
- 2012: Nachwuchsdarstellerpreis beim Filmkunstfest Mecklenburg-Vorpommern für Kriegerin
- 2012: Bambi in der Kategorie Schauspielerin national für Kriegerin
- 2013: Preis der deutschen Filmkritik 2012 in der Kategorie Beste Darstellerin für Kriegerin
- 2013: Nominierung für den Hessischen Fernsehpreis in der Kategorie „Beste Schauspielerin“ für Alaska Johansson[11]